# Herman Bouber
Herman Bouber, artiestennaam van Hermanus Blom (Amsterdam, 24 september 1885 – aldaar, 2 februari 1963) was een Nederlandse toneelspeler en toneelschrijver. Hij was gehuwd met actrice Aaf Bouber en de grootvader van Bob Bouber. Bouber was de meisjesnaam van zijn moeder.

## Loopbaan
Bouber kwam via het amateurtoneel terecht bij kleine reizende gezelschappen. In 1916 richtte hij Het Volkstoneel op (in het begin met assistentie van Jac. Sluyters), dat tot 1938 in schouwburg De Plantage in Amsterdam speelde. Na de Tweede Wereldoorlog maakte hij met zijn gezelschap tournees voor de Nederlandse militairen in Indonesië.

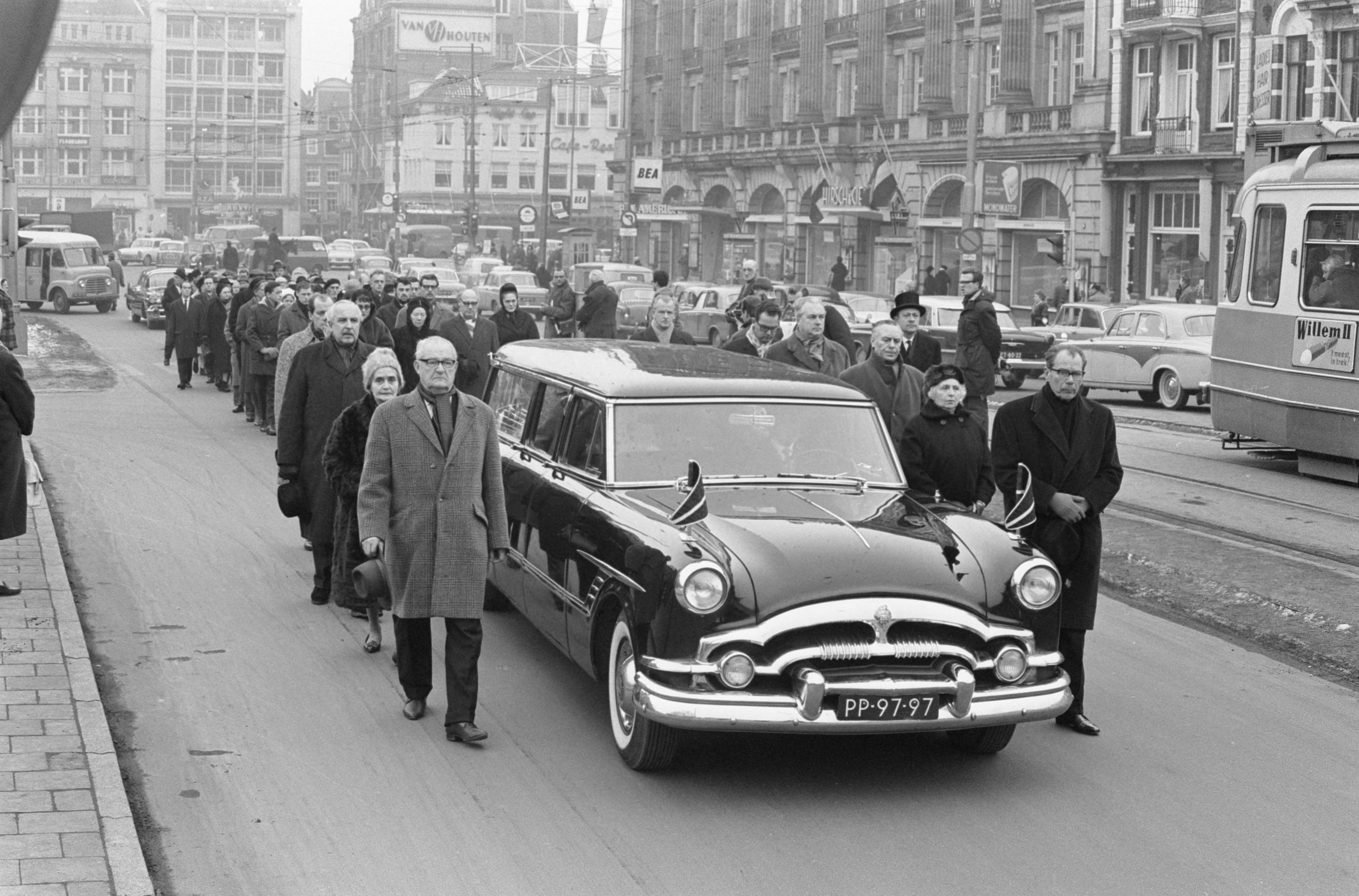
Begrafenis Herman Bouber, de stoet vertrekt vanaf de Stadsschouwburg. De slippendragers naast de wagen: links: Jan Lemaire sr.; Nell Knoop; Hans Tiemeijer; Sylvain Poons; Guus Hermus. Rechts: Harry Boda; Lien van Amerongen; Ferd. Sterneberg; Tonny Foletta en Egbert van Paridon

Hij schreef ook vele toneelstukken, waarvan De Jantjes met meer dan 1500 voorstellingen wel een van de toppers was. Zijn toneelstuk Het kind van de buurvrouw werd door regisseuse Beppie Nooij jr. in de jaren zeventig opnieuw op de planken gebracht.

## Toneelstukken (selectie)

### Schrijver
- Mooie Neel (1916)
- Bleeke Bet (1917, verfilmd in 1934)
- De Jantjes (1920, verfilmd in 1934)
- Amsterdam bij nacht (1924)
- Oranje Hein (1925, verfilmd in 1936)
- Zeemansvrouwen (1930)
- Het kind van de buurvrouw (1933)
- De drie wensen (1937)

### Acteur
- 1923: Bleeke Bet - Sally Matteman
- 1925: Oranje Hein - Oranje Hein
- 1936: Komedie om geld - Karel Brand
- 1937: De drie wensen - Campagni
- 1938: Vadertje Langbeen -
- 1939: Boefje -
- 1953: Sterren stralen overal -
- 1954: De Brug -
- 1958: Dorp aan de rivier - Nardje
- 1959: Dokter Gerbrand -
- 1960: Romeo en Julia in Berlijn - arbeider en postbode